# Піти по-англійськи
«Піти по-англійськи» — фразеологізм, що означає піти непомітно, не попрощавшись, в значенні, що негативно оцінюється, вчинити неввічливо, нехтуючи громадськими правилами поведінки. Стереотип потрапив з французької мови (фр. filer à l'anglaise, partir à l'anglaise). Аналогічний вираз (англ. take French leave) існує в англійській мові, але з протилежним значенням щодо національної приналежності — французів. Вираз «піти, не попрощавшись», що негативно чи іронічно оцінює поведінку представників різних націй, які часто ворогували протягом історії, має місце в багатьох культурах, у тому числі не тільки в англо-французькому розумінні, а й у локальних варіантах.

## Походження

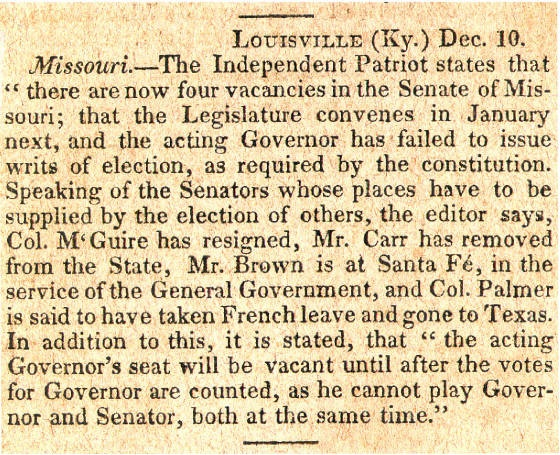
У грудневій статті 1825 філадельфійського видання National Gazette and Literary Register йдеться про те, що сенатор від штату Міссурі Мартін Палмер взяв «французьку відпустку» (French leave, поїхав без попередження) і «поїхав до Техасу» (іншими словами, зник без вістки)

Походження стереотипного висловлювання щодо сусіднього народу, з яким протягом століть існували конфронтаційні відносини, має місце у різних культурах. Наприклад, назва презервативу, венеричних захворювань (сифіліс — «італійська», «неаполітанська», «французька», «англійська», «іспанська», «польська» хвороба) і т. д. Поява звороту «піти, не попрощавшись» в англійській мові часто пов'язують з часами Семирічної війни (1756—1763), у зв'язку з тим, що французькі солдати нібито були схильні залишати поле бою, свої підрозділи. У зв'язку з цим пізніше виникло сленгове поняття French leave — прогул, у військовому жаргоні — самовільна відлучка. Дослідники висувають припущення, що to take French leave — «піти по-французьки» — можливо виникло на основі французького звичаю середини XVIII століття залишати світські заходи (бали, обіди і т. д.), не попрощавшись з господарями будинку, організаторами. У країнах англійської культури під висловлюваннями типу «французька відлучка, канікули» розумівся також стереотип про легковажну, непостійну поведінку французів.
Аналогічна, але протилежна за спрямованістю оцінка поведінки сусідів поширилася і у Франції, де вираз «піти не попрощавшись» навпаки закріпився щодо представників англійської нації. Воно означало піти непомітно, без попередження, що несло негативну оцінку: вчинити не відповідно до прийнятих правил поведінки. Появу французького висловлювання багато хто відносить до 1890 року, а 1898 року енциклопедичний словник французької Nouveau Larousse illustré вже виводив його з англійської традиції, коли гості йшли з балу особисто не попрощавшись з господарями  . Деякі дослідники пояснюють, що подібний вираз став застосовуватися ще в 1500-х роках щодо недобросовісних боржників відомих як les Anglais.
Ще за однією версією виникнення ідіоми пов'язують з 1830 роками і з лордом Генрі Сеймуром (Henry de Seymour, 1805—1859), відомим у Франції того часу паризьким денді та засновником паризького Жокей-клубу. Здебільшого його популярність ґрунтувалася на екстравагантній поведінці, навіжених витівках. Так, одна з найбільш улюблених його витівок полягала в тому, щоб найнявши фіакр, переодягнувшись і зайнявши місце кучера, влаштувати безлад на вулиці, після чого втекти і сховатися серед роззяв, із задоволенням спостерігаючи за влаштованим стовпотвором на проїжджій частині. Ще одне пояснення відсилає до тлумачення filer à l'anglaise до кримінальної субкультури, де ще в XIX столітті словосполучення означало «піти, як злодій» (від дієслова anglaiser, синонімічного voler — вкрасти, обікрасти).
Крім того, французький фразеологізм має на увазі поширену думку про неуживливий, нетовариський характер англійців  . З часом із французького вживання (filer à l'anglaise, partir à l'anglaise) він поширився в Європі, закріпившись у багатьох мовах, у тому числі й в українській. У різних культурах існують не тільки висхідні до франко-англійських взаємини стереотипи, але й локальні висловлювання аналогічного характеру. Так, у франкоканадців це partir eu Sauvage («піти як індіанці/дикуни»), у мальтійців «піти як жителі острова Гоцо», у німців, крім негативно оцінюваної поведінки французів — sich auf französisch empfehlen — і поляків, зафіксовано подібне висловлювання щодо голландців — der Holländer machen («зробити голландця»).

## Приклади різними мовами
- Чеська — zmizet po anglicku
- Угорська — angolosan távozni
- Італійська — andarsene all'inglese
- Польська — wyjść po angielsku
- Румунська — ao sterge englezeste
- Португальська — saída à francesa
- Іспанська — despedida a la francesa
- Валлонська — spiter a l'inglesse